# Eriopyga violascens
Eriopyga violascens är en fjärilsart som beskrevs av William Schaus 1903. Eriopyga violascens ingår i släktet Eriopyga och familjen nattflyn. Inga underarter finns listade i Catalogue of Life.